# Platelaj (poduri)
Platelajul este un element de rezistență a suprastructurii podurilor care realizează suprafața de susținere a căii și care transmite sarcinile grinzilor principale [grinzi longitudinale (lonjeroane), grinzi transversale (antretoaze, sing. antretoază)] și plăcilor carosabile.
În cazul podurilor de lemn, platelajul poartă denumirea de Podină.